# Conan O'Brien
Conan Christopher O'Brien (Brookline, 18 de abril de 1963), mais conhecido como Conan O'Brien, é um comediante e apresentador de televisão americano de ascendência irlandesa. Ficou muito famoso nacionalmente por apresentar o late-night talk show Late Night with Conan O'Brien (substituindo David Letterman, que foi para a CBS depois de uma polêmica com Jay Leno), que ficou no ar por mais de 15 anos. A atração, gravada em Nova Iorque, era exibida nos fins de noite da rede NBC de segunda a sexta-feira logo após o The Tonight Show with Jay Leno, outro talk show da emissora. Depois, Conan se mudou a Los Angeles para substituir Jay Leno na apresentação do The Tonight Show, que foi nomeado para The Tonight Show with Conan O'Brien, porém, o programa durou apenas 7 meses devido a baixa audiência da nova atração de Leno (The Jay Leno Show), que voltou ao comando do The Tonight Show após muitas controvérsias e fez Conan deixar a NBC. Antes da carreira de apresentador, ele foi um dos roteiristas da série de esquetes cômicas Saturday Night Live e da série animada The Simpsons. Entre 2010 e 2021, O'Brien trabalhou na emissora a cabo TBS e apresentou o talk show Conan juntamente com Andy Richter.
Desde 2018, apresenta o podcast Conan O'Brien Needs a Friend.

## Primeiros anos
Conan O'Brien nasceu em 18 de abril de 1963 em Brookline, Massachusetts. O seu pai, Thomas Francis O'Brien (n. 1929) é médico, epidemiologista e professor de medicina na Escola de Medicina de Harvard. A sua mãe, Ruth Reardon O'Brien (n. 1931) é uma advogada reformada e ex-sócia da firma Ropes & Gray sediada em Boston. Conan tem três irmãos e duas irmãs.
Conan frequentou o Brookline High School, onde foi editor-chefe do jornal da escola, The Sagamore. No seu segundo ano de ensino secundário foi estagiário do congressista Robert Drinan e, no seu último ano, venceu o concurso de escrita do National Council of Teachers com o seu conto "To Bury the Living".
Depois de ter terminado o ensino secundário como o melhor aluno do seu ano em 1981, Conan frequentou a Universidade de Harvard. Ele viveu na Holworthy Hall no seu primeiro ano com o futuro empresário Luis Ubiñas e mais dois colegas de quarto. Depois, mudou-se para a Mather House, onde viveu nos restantes três anos do curso. Conan concluiu o seu curso de História e Literatura em 1985 com distinção académica magna cum laude. A sua tese centrou-se no uso de crianças como símbolos nas obras de William Faulkner e Flannery O'Connor.
Enquanto frequentava a universidade, Conan foi presidente da revista humorística Harvard Lampoon e foi baterista numa banda chamada Bad Clams, para além de ter ajudado a desenvolver um videojogo satírico chamado One on One: Dr. J vs. Larry Bird, onde os Boston Celtics jogam contra um grupo de ballet clássico.

## Carreira

### Saturday Night Live(1987-1991)
Depois de terminar o curso em Harvard, Conan mudou-se para Los Angeles com o amigo da universidade, Greg Daniels, para se juntar à equipa de guionistas do programa Not Necessarily the News da HBO. Conan passou dois anos no programa e aparecia em palco regularmente com grupos de improviso, incluindo o The Groundings. Foi também um dos guionistas do programa The Wilton North Report, que foi cancelado menos de um mês após a estreia.
Em janeiro de 1988, o produtor executivo do programa Saturday Night Live, Lorne Michaels, contratou Conan como guionista. Durante os três anos que trabalhou no programa, Conan escreveu sketches recorrentes como "Mr. Short-Term Memory" e "The Girl Watchers", sendo que este último foi representado pela primeira vez por Tom Hanks e Jon Lovitz.
Durante uma greve de guionistas do Saturday Night Live após a temporada de 1987-88, Conan apresentou uma revista de comédia em Chicago com os seus colegas do SNL, Bob Odenkirk e Robert Smigel, chamada Happy Happy Good Show. Em Chicago, Conan chegou a partilhar casa brevemente com Jeff Garlin. Em 1989, Conan e os seus colegas do SNL receberam um Emmy na categoria de Melhor Argumento num Programa de Comédia ou Variedade.
Conan, como muitos dos guionistas do programa Saturday Night Live apareceu como figurante em alguns sketches: o seu papel mais famoso foi o de porteiro num sketch onde Tom Hanks é incluído no "Clube dos que Apresentaram Cinco Vezes", quando apresentou o seu quinto episódio na série. Conan regressou como apresentador ao programa em 2001, durante a sua 26.ª temporada.
Conan O'Brien e Robert Smigel escreveram um episódio piloto para a série Lookwell, protagonizada por Adam West, que foi transmitida pela NBC em 1991. O canal não chegou a encomendar uma temporada completa, mas este episódio tornou-se um sucesso de culto.
O ano de 1991 foi desafiante para Conan O'Brien, com o fim do seu noivado e o falhanço de Lookwell. Esgotado, ele despediu-se do Saturday Night Live: "Disse ao Lorne Michaels que não conseguia voltar ao trabalho e que precisava de fazer outra coisa", recordou Conan. "Não tinha nenhum plano. Estava numa grande fase de transição na minha vida onde decidi que não ia fazer mais nada para além de caminhar por Nova Iorque sem fazer ideia do que aconteceria a seguir."

### The Simpsons(1991–1993)

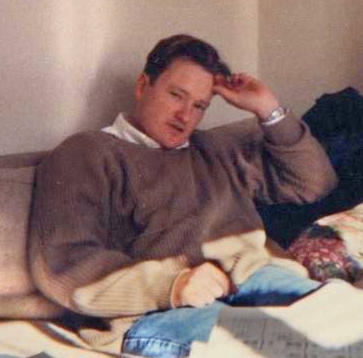
Conan O'Brien na sala de guionistas de The Simpsons, 1992

Mike Reiss e Al Jean, os showrunners da série animada The Simpsons na época, ligaram a Conan O'Brien e ofereceram-lhe um emprego como guionista. A série tinha prestígio entre a comunidade de guionistas na época. Conan recorda: "Toda a gente queria trabalhar nessa série, mas nunca foram contratados". Conan foi uma das primeiras contratações para além da equipa original da série. Com a ajuda da sua amiga Lisa Kudrow, que conheceu grupo de improviso Groundings, Conan comprou um apartamento em Beverly Hills. Ele e Lisa chegaram a ter um relacionamento e ela achava que ele devia envolver-se mais na representação do que na escrita, mas Conan não concordava. No discurso que deu no dia da formatura em Harvard em 2000, Conan afirmou que os Simpsons o salvaram após uma época conturbada da sua carreira.
Entre 1991 e 1993, Conan O'Brien foi guionista e produtor de The Simpsons. Quando chegou aos estúdios da Fox, Conan foi colocado no gabinete do guionista Jeff Martin. Conan estava nervoso e constrangido e achava que se ia envergonhar perante um grupo de guionistas que ele considerava intimidantes. Era comum Conan apresentar ideias para as personagens nas suas vozes porque achava que isso era comum, até que Reiss o informou que ninguém o fazia. Conan adaptou-se depressa ao seu novo emprego e era frequente conseguir o controlo do grupo. O guionista Josh Weinstein referiu-se ao tempo que Conan passou no programa como "o programa de dez horas do Conan, sem parar". Segundo John Ortved, um dos seus colegas guionistas disse que estava quase garantido que Conan seria um dia o showrunner da série.
Conan escreveu alguns dos episódios mais elogiados da série, incluindo: "Marge vs. the Monorail" e "Homer Goes to College". A série começou como uma sitcom familiar bastante realista, mas com a chegada de Conan, esta tornou-se mais surreal. Conan também escreveu episódios como "New Kid on the Block" e "Treehouse of Horror IV". Wallace Wolodarsky descreveu uma personagem que Conan apresentava na sala de guionistas: "O Conan fazia uma personagem chamada Guionista Nervoso que envolvia ele abrir uma lata de Coca-Cola light e depois apresentar uma piada de forma nervosa. Ele derramava a cola por cima dele e nós achávamos sempre piada àquilo".
Entretanto, David Letterman estava a preparar-se para deixar o talk show Late Night, o que levou o seu produtor executivo, Lorne Michaels, a procurar um novo apresentador. Lorne falou com Conan para que este fosse produtor, mas o seu agente na altura, Gavin Polone, disse-lhe que Conan estava mais interessado em trabalhar no programa na qualidade de artista e não como produtor. Polone conseguiu arranjar uma audição para Conan no estúdio do The Tonight Show. Jason Alexander e Mimi Rogers foram os convidados e o público era composto por guionistas de The Simpsons. Wolodarsky recordou a experiência: "Ver aquele nosso amigo, o tipo com quem trabalhávamos, a sair pela cortina e a apresentar um monólogo parecia um sonho e nunca imaginámos que fosse mesmo acontecer". A audição foi enviada para Nova Iorque e foi vista por Lorne Michaels e pelos executivos da NBC.
Conan O'Brien foi escolhido para apresentar o Late Night em 26 de abril de 1993. Os guionistas iam a caminho da cabine de gravação para o episódio "Homer Goes to College" quando Conan recebeu uma chamada do seu agente a informá-lo. "Ele deitou-se numa carpete horrível. Deixou-se ficar calado e comatoso naquela carpete", recordou o supervisor de pós-produção, Michael Mendel. "Lembro-me de olhar para ele e dizer: 'Ena, a tua vida está prestes a mudar de forma dramática'". Porém, a Fox não queria que Conan rescindisse o seu contrato. A NBC e Conan acabaram por dividir entre si os custos da rescisão. Depois da saída de Conan, os guionistas de The Simpsons assistiam a episódios gravados do Late Night ao almoço e analisavam-nos.

### Late Night(1993–2009)
Late Night with Conan O'Brien, começou a ser transmitido a partir do Estúdio 6A, no Rockefeller Center em Nova Iorque a 13 de setembro de 1993. O programa estreou com críticas negativas e o próprio Conan escreveu um artigo auto-depreciativo no The New York Times intitulado "O'Brien Falha!" no dia da estreia do programa. Os críticos atacaram Conan O'Brien: Tom Shales do The Washington Post sugeriu que o apresentador "devia voltar à sua identidade anterior, Conan O'Esquecimento". No geral, os críticos achavam que Conan se mostrava nervoso e agitado e que era "demasiado inteligente, com uma personalidade demasiado típica da Costa Leste, demasiado sofisticado, demasiado novo e até demasiado alto para ter sucesso". O programa estava constantemente em risco de ser cancelado e, em 1994, a NBC ameaçou alterar o contrato de Conan e passar a renová-lo de semana a semana. Os executivos estavam ansiosos por substituí-lo por Greg Kinnear, cujo programa era transmitido após o de Conan à 1:30. Havia lugares vazios no público que eram ocupados por estagiários e os afiliados começaram a perguntar se não havia apresentadores alternativos. Num programa após uma série de repetições, Andy Richter descreveu as suas férias da seguinte forma: "Descansei e lembrei-me de como é estar desempregado". Esta piada é uma referência aos rumores de que a NBC estaria prestes a cancelar o programa.
O Late Night foi conquistando lentamente sucesso comercial e junto dos críticos. As brincadeiras entre Conan O'Brien e Andy Richter melhoraram e os sketches tornaram-me mais populares ("If They Mated", "Desk Drive", "In the Year 2000"). Um segmento que tinha sempre sucesso consistia mostrar um ecrã de televisão com uma foto de alguma personalidade que aparecia nas notícias da época com os lábios a mexer que era entrevistada por Conan. Os lábios e a voz destas personagens (frequentemente uma interpretação louca e campónia de Bill Clinton) pertenciam ao guionista Robert Smigel. Um ponto de viragem no programa foi quando David Letterman foi convidado em fevereiro de 1994. "Aquilo levantou-nos a moral", disse Conan. "Pensei: 'Se o tipo que criou este programa da 00:30 vier e disser que somos inteligentes e engraçados, vamos a isso'". O programa passou por mais um período de baixas audiências em 1995, quando Robert Smigel se despediu do programa por se sentir esgotado, mas em menos de um ano voltou a recuperar. O programa combinava sketches obscenos e bizarros com reportagens no exterior mais elegantes. As personagens regulares incluíam um "Urso Masturbador" e uma reportagem no exterior onde Conan visitou uma liga de basebol histórica da época da Guerra da Secessão teve bastante sucesso. Este é um dos trabalhos preferidos de Conan que disse: "Quando morrer, mostrem isto no meu funeral porque representa bem quem eu sou".

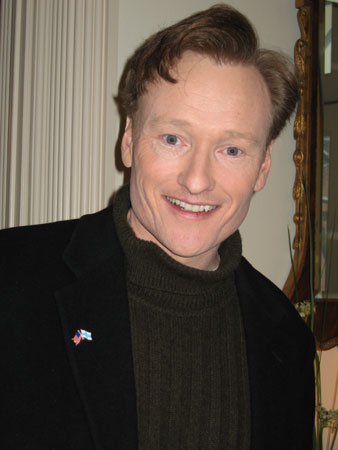
Conan O'Brien na embaixada dos Estados Unidos em Helsínquia em 2006

A audiência de Conan, composta maioritariamente por homens jovens (uma faixa demográfica desejada), foi crescendo com o tempo e a vencer a concorrência, algo que se verificaria ao longo de 15 temporadas do programa. Com o surgimento da Internet, os fãs lançaram sites não oficiais que ofereciam resumos de cada episódio. Até Tom Shales mudou a sua opinião e descreveu o programa como "uma das transformações mais incríveis da história da televisão". A partir da 1996, Conan e a equipa do Late Night foram nomeados todos os anos para o Emmy de Melhor Argumento de uma Série de Comédia ou Variedade e venceram o prémio pela primeira e única vez em 2007. Em 1997, 2000, 2002, 2003 e 2004, Conan e a sua equipa de guionistas venceram o prémio de Melhor Argumento numa Série de Comédia/Variedade da Writers Guild. Em 2001, Conan criou a sua própria empresa de produção, Conaco, que depois partilhou os créditos de produção do Late Night.
Em outubro de 2005, o Late Night with Conan O'Brien tinha atraído uma audiência média consistente de 2,5 milhões de espectadores durante 11 anos. A apoteose das reportagens exteriores do programa surgiu em 2006, quando Conan O'Brien descobriu que era bastante parecido com Tarja Haloen, a presidente da Finlândia que estava prestes a terminar o seu primeiro mandato. Para aproveitar esta semelhança e as eleições presidenciais da Finlândia de 2006, Conan e a equipa do Late Night criaram anúncios políticos satíricos para apoiar Haloen contra o seu opositor, algo que acabou por influenciar a perceção popular da campanha. Conan também visitou a Finlândia pouco depois das eleições: "Levámos o programa para Helsínquia durante cinco dias", recordou Conan, "onde fomos recebidos como um tesouro nacional". Durante a sua visita de cinco dias, Conan conheceu Tarja Haloen no Palácio Presidencial.
Durante a greve dos argumentistas de 2008, Conan inventou uma briga satírica com Jon Stewart e Stephen Colbert, que na altura trabalhavam na Comedy Central. A suposta disputa começou porque todos eles diziam ter ajudado Mike Huckabee a decidir se se candidatava à presidência. A briga surgiu nos três programas que eles apresentavam: o Late Night, o The Daily Show e o Colbert Report.
A 20 de fevereiro de 2009, a NBC transmitiu o último episódio de Late Night with Conan O'Brien. Nesse programa foi apresentada uma compilação de clips do Late Night e incluiu uma participação surpresa do ex-assistente de Conan, Andy Richter. Will Ferrell, John Mayer e os White Stripes também apareceram. Conan acabou o episódio a destruir o cenário com um machado e a distribuir pedaços do mesmo ao público. Agradeceu ainda às pessoas que o ajudaram a chegar àquele ponto da sua carreira. Entre as pessoas a que agradeceu encontravam-se Lorne Michaels, David Letterman, Jay Leno e a sua mulher e filhos.

### The Tonight Show(2009–2010)
Conan apresentou o The Tonight Show durante sete meses entre 2009 e 2010. Quando foi assinado um novo contrato negociado com a NBC em 2004, foi tomada a decisão de que Conan substituiria Jay Leno em 2009. Apresentar o The Tonight Show era um sonho de Conan e a promessa de ficar com o lugar de Jay Leno fez com que ele permanecesse na NBC e recusasse ofertas lucrativas de outros canais. Conan foi um dos convidados de Jay Leno no seu último episódio do The Tonight Show. A 1 de junho de 2009, Will Ferrell foi o primeiro convidado de Conan e a banda Pearl Jam foi a primeira a atuar nesta nova fase do programa.
Conan adquiriu a alcunha "Coco" depois de esta ser utilizada no primeiro sketch de "Twitter Tracker", apresentado no segundo episódio do programa. O convidado Tom Hanks acabou por usar essa alcunha durante a sua entrevista e até pediu ao público que a cantasse. Em resposta, Conan disse-lhe: "se as pessoas começam a usar isto, vou processar-te".
Durante a gravação do episódio de 25 de setembro de 2009, Conan sofreu uma pequena concussão depois de escorregar e ter batido com a cabeça enquanto corria durante um sketch com Teri Hatcher. Ele foi examinado num hospital e teve alta no mesmo dia. Conan regressou ao trabalho na segunda-feira seguinte e ironizou o acidente.

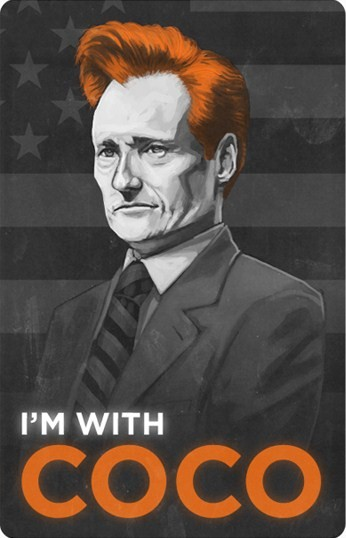
Poster criado por Mike Mitchell durante o conflito do The Tonight Show que mostra a sua alcunha de "Coco"

Em janeiro de 2010, as audiências do The Tonight Show eram muito mais baixas do que na altura em que o programa era apresentado por Jay Leno. A 7 de janeiro de 2010, o diretor da NBC, Jeff Zucker, reuniu-se com Jay Leno e Conan O'Brien para discutirem uma forma de retirar Jay Leno do horário nobre, onde as suas audiências eram mais fracas, e voltar a colocá-lo no horário mais tardio. Este propôs que Conan se mantivesse como apresentador do The Tonight Show, mas o seu horário seria alterado para as 00:05 e Jay Leno apresentaria um programa de 30 minutos às 23:35. Três dias mais tarde, o presidente da NBC Universal Television Entertainment, Jeff Gaspin, confirmou que o The Jay Leno Show seria transmitido às 23:35, logo depois da transmissão dos Jogos Olímpicos de Inverno de 2010.
Fontes próximas desta situação disseram ao New York Post que Conan não gostava do plano da NBC. A 12 de janeiro, Conan divulgou um comunicado de imprensa: "Acredito firmemente que atrasar o The Tonight Show para o dia seguinte para acomodar outro programa de comédia vai danificar aquele que considero ser o melhor franchise da história da televisão. Se o The Tonight Show for transmitido à 00:05, simplesmente deixa de ser o The Tonight Show". A 21 de janeiro de 2010, foi anunciado que Conan tinha chegado a acordo com a NBC para sair do The Tonight Show no dia seguinte. O acordo também garantia o pagamento de 45 milhões de dólares a Conan, dos quais 12 milhões seriam distribuídos pelos seus funcionários, que se tinham mudado de Nova Iorque para Los Angeles quando este deixou o Late Night.
O último episódio do The Tonight Show com Conan O'Brien foi transmitido a 22 de janeiro de 2010 e teve como convidados Tom Hanks, Steve Carell (que deu uma entrevista e destruiu o cartão de identificação de Conan), Neil Young (que cantou "Long May You Run"), e Will Ferrell. Durante a participação de Will Ferrell, Conan tocou guitarra com a banda e Ferrell cantou "Free Bird", enquanto tocava o famoso chocalho de vaca de um sketch do Saturday Night Live. A esposa de Ferrell, Viveca Paulin, em conjunto com Ben Harper, Beck e o guitarrisca dos ZZ Top, Billy Gibbons, também se juntaram à banda para esta última atuação.
Jay Leno regressou ao The Tonight Show depois da cobertura dos Jogos Olímpicos de Inverno de 2010. O acordo de 45 milhões de dólares de Conan com a NBC permitia-lhe regressar a um programa noutro canal já em setembro de 2010. Houve rumores de que ele estava em negociações com a Fox e a Comedy Central. Outros canais interessados incluíram a TNT, HBO, FX, Showtime, Revision3 e até a USA Network, propriedade da NBC.

### Pausa da televisão

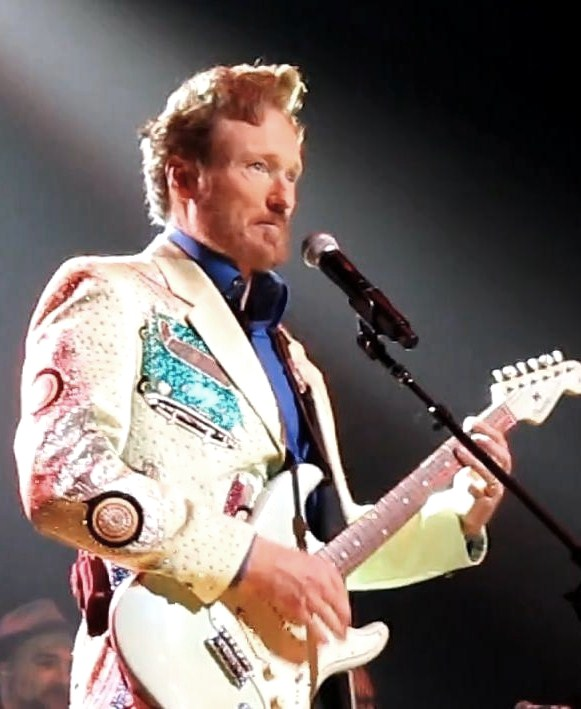
Conan O'Brien no primeiro dia da sua digressão em Euguene, Oregon

A 8 de fevereiro de 2010, foi noticiado que Conan estava a tentar vender a sua penthouse em Central Park West em Nova Iorque por 35 milhões de dólares. Ele tinha comprado o apartamento em 2007 por 10 milhões. Dois anos antes, Conan tinha comprado uma casa no bairro de Brentwood em Los Angeles por 10,5 milhões de dólares. Alguns especialistas especularam que Conan tinha optado por permanecer na costa oeste para preparar um regresso à televisão e porque não queria fazer os seus filhos passar por mais uma mudança.
Conan foi incluído na lista das 100 pessoas mais influentes de 2010 da revista Time. Depois de ser proibido de fazer qualquer aparição na televisão até maio desse ano, Conan falou sobre o conflito do Tonight Show no programa 60 Minutes da CBS a 2 de maio de 2010. Durante a entrevista com Steve Kroft, Conan afirmou que a situação se assemelhava "ao fim abrupto, violento e rápido de um casamento. Eu estava a tentar perceber o que tinha acontecido". Ele também disse que esperava que a NBC tivesse sido mais tolerante e que, se ele estivesse no lugar de Jay Leno, não teria regressado ao The Tonight Show. Contudo, Conan disse que não se sentia triste. "Para mim, é essencial que as pessoas que estão a ver isto saibam que estou bem. Estou ótimo. Espero que ainda me achem comicamente absurdo e ridículo e não me arrependo de nada".
A 11 de março de 2010, Conan anunciou através do Twitter que ia fazer uma digressão intitulada "The Legally Prohibited from Being Funny on Television Tour" ("A Digressão do Legalmente Proibido de ter Piada na Televisão") por 30 cidades a partir de 12 de abril de 2010. O seu co-apresentador Andy Richter e vários membros da sua banda do Tonight Show juntaram-se a ele. Max Weinberg não pôde participar em toda a digressão, mas apareceu num dos espetáculos em Nova Iorque.
A digressão começou em Eugene, Oregon com um público de 2500 pessoas e sem câmaras. A digressão passou pelo noroeste americano e pelo Canadá antes de seguir para cidades maiores, incluindo Los Angeles e Nova Iorque. A digressão terminou em Atlanta a 14 de junho e deu origem ao documentário Conan O'Brien Can't Stop, lançado em 2011.

### Conan(2010–2021)
No primeiro dia da sua digressão, Conan anunciou que ia apresentar um novo programa no canal por cabo TBS. O programa, chamado Conan, estreou a 8 de novembro de 2010. O horário escolhido para a transmissão do programa implicaria que outro programa, Lopez Tonight com George Lopez tivesse de mudar de horário e fosse transmitido uma hora mais tarde. Ao início, Conan recusou fazer a George Lopez o que lhe tinham feito na NBC, mas mudou de ideias quando o próprio George lhe ligou a convencê-lo a ir para a TBS.
Em fevereiro de 2015, pouco depois do fim do embargo dos Estados Unidos a Cuba, Conan tornou-se na primeira personalidade televisiva americana a filmar em Cuba em mais de 50 anos. Depois, Conan visitou a Arménia. Em abril de 2016, Conan visitou a Coreia do Sul depois de receber uma carta de um fã a pedir-lhe para visitar o país e por ter um grande número de fãs no país que assistiam aos seus vídeos na Internet. A sua visita incluiu uma viagem à Zona Desmilitarizada da Coreia, onde Conan e Steven Yeun, que viajou com ele, tivessem visitado por breves momentos a Coreia do Norte. Conan falou sobre o significado deste segmento: "A ideia de nós os dois estarmos na Coreia do Norte a falar e a comunicar livremente parece-me uma boa mensagem".
No outono de 2018, Conan fez uma pausa enquanto o apresentador fez mais uma digressão de comédia pelo país. O programa regressou a 22 de janeiro de 2019 com um novo formato de meia hora.
Em novembro de 2020, a TBS anunciou que Conan ia terminar em junho de 2021. O último episódio foi transmitido a 24 de junho de 2021. Foi anunciado que Conan irá apresentar um novo programa semanal no serviço de streaming HBO Max que irá focar-se mais no seu podcast e nos programas de viagem com uma agenda mais relaxada. O último episódio de Conan incluiu um sketch animado com a participação de Homer Simpson e contou com convidados como Will Ferrell e Jack Black.

### Conan O'Brien Needs a Friend(2018–presente)
Em 2018, a empresa de produção de Conan, TeamCoco, formou uma parceria com a Earwolf para lançar o podcast semanal Conan O'Brien Needs a Friend. O podcast estreou a 18 de novembro de 2018 e Will Ferrell foi o primeiro convidado. O título do podcast refere-se à premissa de que Conan O'Brien se sente só e por isso convida pessoas para ver se elas se tornam suas amigas. Em cada episódio Conan recebe um convidado, assim como a sua assistente pessoal Sona Movsesian e o produtor Matt Gourley. O podcast já recebeu convidados como Barack e Michelle Obama, Stephen Colbert e Bob Newhart, entre outros e recebeu críticas bastante positivas, para além de ter ser um dos mais ouvidos do iTunes.

### Outros trabalhos e aparições
Conan O'Brien apresentou a cerimónia dos Emmy's duas vezes (em 2002 e 2006) e os MTV Movie Awards em 2014. Foi também o mestre de cerimónias do jantar da Associação de Repórteres da Casa Branca em duas ocasiões (1995 e 2013).
Em 2000, Conan deu o discurso de formatura na Universidade de Harvard e em 2011 na Faculdade de Dartmouth, onde também recebeu um doutoramento honorário.
Teve participações especiais em várias séries, incluindo The Office, 30 Rock, Robot Chicken e Web Therapy.
O'Brien apresentou a cerimônia de entrega do Oscar 2025.

## Vida pessoal

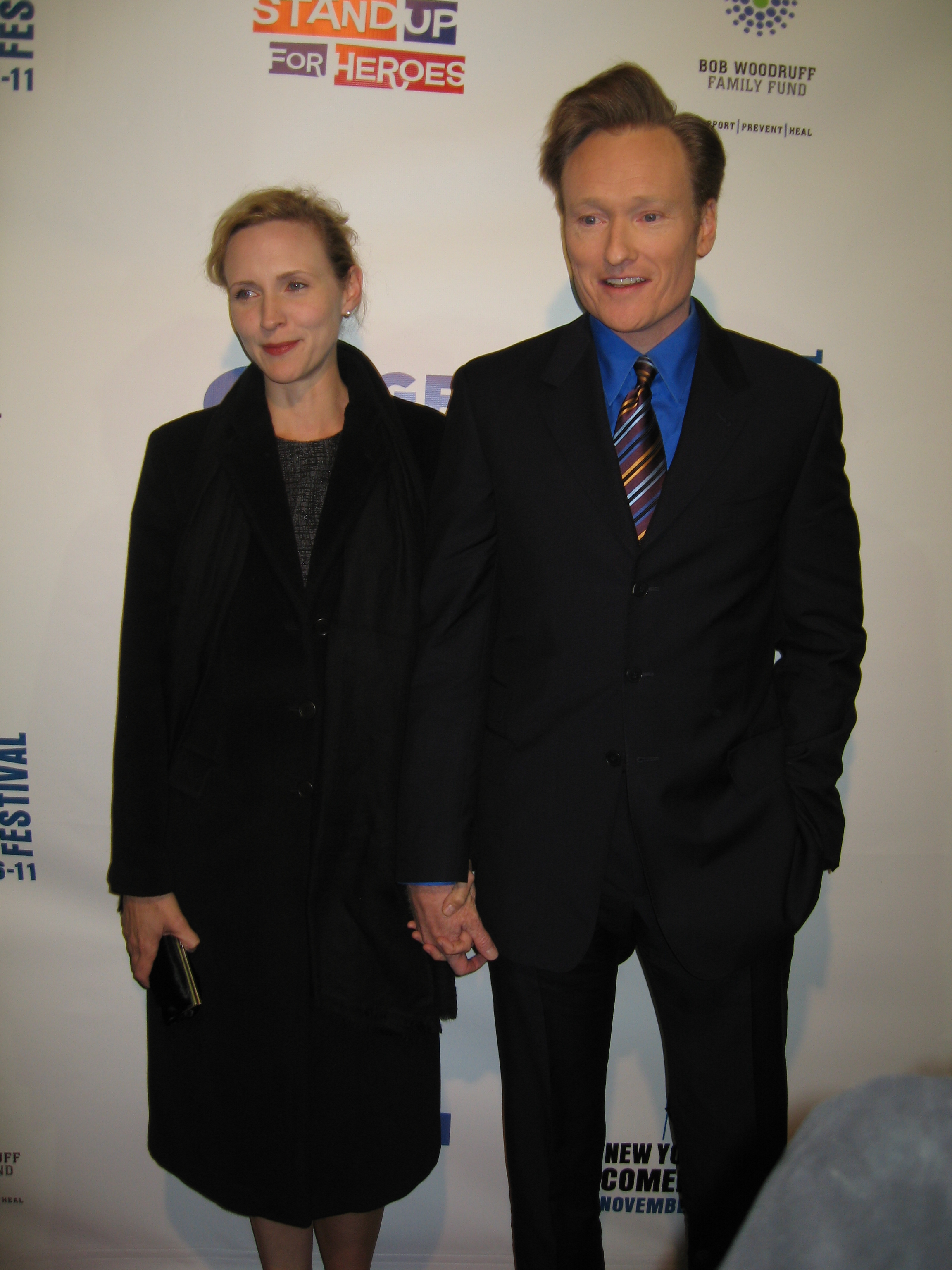
Conan O'Brien com a esposa

Conan O'Brien conheceu Elizabeth Ann Powel em 2000 quando ela apareceu no Late Night with Conan O'Brien num sketch de publicidade que envolveu a agência Foote, Cone & Belding onde trabalhava como copywriter. Eles namoraram durante 18 meses e casaram-se em 2002 em Seattle, a terra natal de Elizabeth. O casal tem dois filhos, Neve (nascida em 2003) e Beckett (nascido em 2005).
Conan fala bastante da sua ascendência irlandesa e católica. Num episódio de 2009 de Inside the Actors Studio, ele afirmou que os seus antepassados de ambos os lados da família se mudaram da Irlanda a partir da década de 1850 e que se casaram com outros irlandeses, pelo que a sua família é 100% irlandesa e católica.
A partir de setembro de 2006, O'Brien foi perseguido por um padre, David Ajemian da Arquidiocese de Boston que, apesar dos vários avisos para parar, enviou cartas a Conan assinadas como "o teu padre perseguidor" e entrou em contacto com os seus pais. Conan e David frequentaram a Universidade de Harvard ao mesmo tempo. David ficou frustrado quando não conseguiu um lugar no público do Late Night e enviou uma carta a Conan a afirmar que tinha viajado até Nova Iorque "na vaga esperança que finalmente reconhecesses a minha existência". Noutra carta, escreveu: "É assim que tratas os teus fãs perigosos??? Ficas a dever-me um grande favor, amigo". Noutra carta, David fez o que pareceu uma ameaça de morte: "Lembra-te que o Frank Costello uma vez escapou a uma bala no teu prédio e pode acontecer-te o mesmo".

David Ajemian acabou por tentar entrar à força nas gravações de um episódio de Late Night, mas foi apanhado e preso. Ele já tinha sido avisado pela equipa de segurança da NBC para não se aproximar do estúdio. Após uma avaliação psicológica, David foi considerado apto para comparecer no julgamento. A 8 de abril, David declarou-se culpado face às acusações de perseguição e afirmou que nunca quis provocar ansiedade nem perturbar ninguém. David foi condenado a pagar as custas do processo e a assinar uma ordem de afastamento de dois anos que o impedia de se aproximar de Conan O'Brien. Mais tarde também foi laicizado.